# レハブアム
レハブアム（ヘブライ語: רְחַבְעָם）は、ユダ王国の初代の王である。名前は「民は増え広がった」という意味であると言われる。

## 生涯
統一イスラエル王国第3代の王ソロモンとアモン人ナアマの間に生まれた。
紀元前930年のソロモンの死後、シェケムを訪れた時に北部の諸部族からも王として迎えられ、第4代イスラエル国王に即位する。しかしソロモンの政策を引き継いで大事業を繰り返し、重税と賦役を民衆に課した。不満を持った人々はレハブアムに重税と重労働の軽減を要請したが、レハブアムは全く聞こうともしなかった。その結果、エジプトから呼び出されたヤロブアム1世率いる北イスラエル王国が離反して、王国が二つに分裂した。
父ソロモンが築いたエルサレム神殿はレハブアムの治世には荒廃した。紀元前925年にエジプト第22王朝のシェションク1世の侵攻によって略奪･破壊され、跡形も無くなったという（en:Sack of Jerusalem (10th century BC)）。ユダ王国はレハブハムの代にエジプトに侵略され属国となった。ソロモンの時代にもエジプトの属国ではあったが、婚姻を通じた緩やかな従属に対して、侵略をうけた末の屈服という違いがあった。
レハブアムの生涯は神に背いた生涯だったが、ダビデ王の功績の故に、王としてダビデの町に葬られた。その後を継いだ子アビヤムもまた、父同様神に背いた政治を行った。